# 村田信乃
村田 信乃（むらた しの、1875年（明治8年）7月15日 – 1952年（昭和27年）8月23日）は、大日本帝国陸軍軍人。最終階級は陸軍中将。山口県防府市長。

## 経歴
山口県佐波郡、後の右田村（現防府市）で、旧長州藩士村田義信の長男として生まれた。1895年（明治28年）に陸軍士官学校（6期）を卒業し、歩兵少尉に任官。1901年（明治34年）に陸軍大学校（15期）を卒業し、参謀本部に出仕した。日露戦争に近衛師団参謀として出征。歩兵第38連隊長、第16師団参謀長、朝鮮総督府附武官、同御用掛を歴任し、1918年（大正7年）9月、陸軍少将に進み、1919年（大正8年）11月、歩兵第26旅団長に就任。シベリア出兵に出征し、ウスリー沿線の討伐作戦に従事。1923年（大正12年）に陸軍中将に昇進と同時に待命となり、同年9月に予備役に編入された。
その後、1944年（昭和19年）に防府市長に選出された。市長は翌1945年（昭和20年）まで務め、戦後、公職追放となった。

## 栄典
- 1895年（明治28年）11月15日 - 正八位[8]
- 1897年（明治30年）12月15日 - 従七位[9]

## 親族
- 村田ふじ - 妻・田中源太郎（貴族院多額納税者議員）長女[2]
- 有末精三 - 長女の夫[5]。陸軍中将。